# Montagne des Auges
La montagne des Auges est une montagne de France située en Haute-Savoie.

## Géographie
De forme allongée, elle forme l'extrémité septentrionale d'un crêt dont le point culminant est la pointe de la Québlette au sud-ouest. Elle est entourée par le plateau des Glières au nord-ouest, la vallée du Borne à l'est, le mont Lachat au sud et les pointes des Ovenettes et de Puvat au sud-ouest. Cet anticlinal culminant à 1 822 mètres d'altitude présente un sommet vallonné couvert d'un alpage où se situent les chalets des Auges.

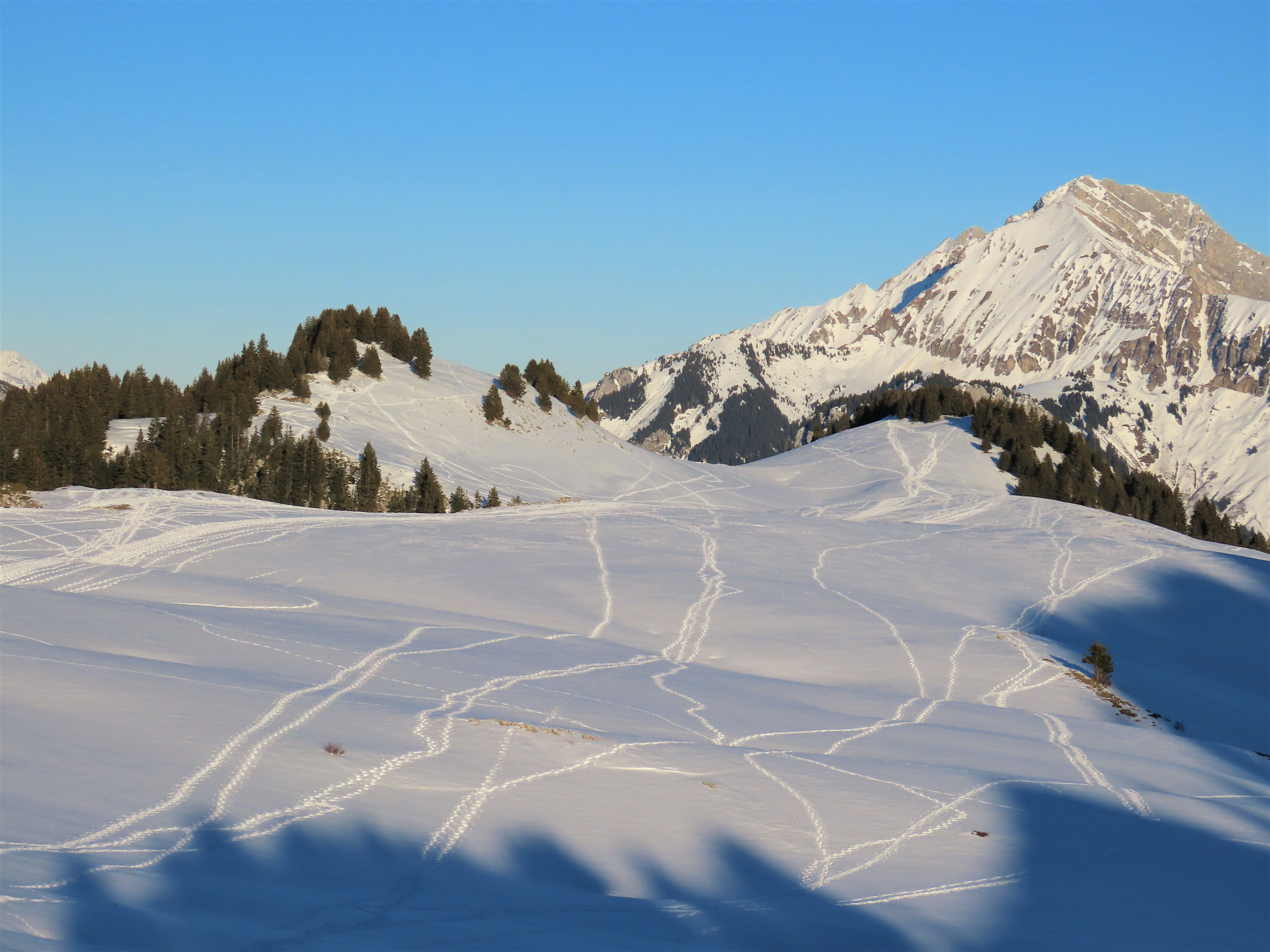
Vue hivernale de la montagne des Auges depuis le pas du Loup au sud-ouest.